# Мері Ламберт
 Мері Ламберт (англ. Mary Lambert) — американська режисерка, сферою діяльності якої є виробництво музичних кліпів, документальних фільмів і художніх фільмів.

## Біографія
Мері Ламберт народилася 13 жовтня 1951 року в містечку Хелена, штат Арканзас, США в родині Джордана Беннетта Ламберта-третього (англ. Jordan Bennett Lambert III), фермера, власника рисових та бавовняних полів, і Марти Келлі (англ. Martha Kelly). Її молодша сестра, Бланш Лінкольн, є сенатором від штату Арканзас. Мері закінчила Rhode Island School of Design зі ступенем бакалавра витончених мистецтв.
Кар'єра Мері Ламберт почалася в 1977 році, коли вона виступила режисером короткометражного фільму «Фаза швидкого сну» (англ. Rapid Eye Movements). Після цього виступала режисером відеокліпів багатьох відомих виконавців, знімала короткометражні та телевізійні фільми. Перший повнометражний фільм зрежисувала в 1987 році.
Чоловік — Джером Гері (англ. Jerome Gary).

## Нагороди та номінації
Із 1988 по 2011 рік Мері Ламберт номінувалася на 6 різних нагород різних кінофестивалів, і виграла 2 з них.

## Вибрана фільмографія

### Повнометражні фільми
- 1987 — Сієста / Siesta
- 1989 — Кладовище домашніх тварин / Pet Sematary
- 1989 — Байки зі склепу / Tales from the Crypt (епізод «Повна колекція» / Collection Completed)
- 1991 — Острів Гранд-Айл / Grand Isle[en]
- 1992 — Кладовище домашніх тварин 2 / Pet Cematary Two
- 1996 — Обличчя зла / англ. Face of Evil
- 1999 — Клубне життя / англ. Clubland
- 2000 — Своя тусовка / The In Crowd
- 2001 — Геловінтаун II: Помста Калабара / Halloweentown II: Kalabar's Revenge
- 2001 — Рокери / Strange Frequency (епізоди «Пекельна дискотека» та «Більше, ніж почуття»)
- 2005 — Міські легенди 3: Кривава Мері / Urban Legends: Bloody Mary
- 2007 — 14 жінок/англ. 14 Women (документальний; також виступила продюсером та оператором)
- 2008 — Горище / The Attic[en]
- 2011 — Мега-пітон проти Гатороіда / Mega Python vs. Gatoroid
- 2021 — Замок на Різдво / A Castle for Christmas

### Відеокліпи
- 1984 — Borderline[en] (Мадонна)
- 1984 — Like a Virgin[en] (Мадонна)
- 1985 — Material Girl (Мадонна)
- 1986 — Nasty[en] (Джанет Джексон)
- 1986 — Control[en] (Джанет Джексон)
- 1987 — La Isla Bonita / англ. La Isla Bonita (Мадонна)
- 1989 — Like a Prayer (Мадонна)

Також кліпи на пісні Кріса Айзека, Енні Леннокс, Міка Джаґґера, Вітні Х'юстон, Елісон Краусс, Стінга, Дебі Харрі, груп The Go-Go's, Live, Mötley Crüe, Queensrÿche, Tom Tom Club тощо.

### Відеоігри
- 1993 — Double Switch / Double Switch[en]